# حبوة

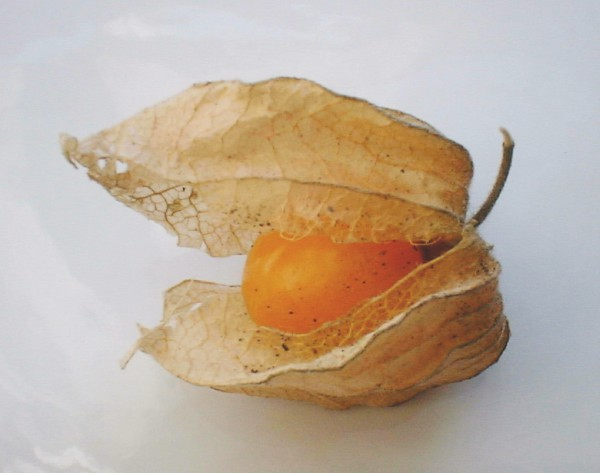
ثمرة الحرنكش

الحَبْوَة أو الكاكنج نبات جنس نباتي يصم عدة أنواع ينتشر بعضها في وادي النيل  والمشرق العربي. الثمرة تشبه حبة العنب داخل إطار ورقي جاف وخفيف للحبة.

## الفوائد
الحرنكش يعد من الثمار المهمة للغاية في محاربة أنيميا نقص الحديد. فالتجارب التي أجريت على الفئران لمدة 3 أشهر أكدت أنها تحارب الأنيميا وبقوة، لذلك فإن خلط الحرنكش منزلياً في عصائر الفواكه المتنوعة مثل الجوافة أو الفراولة أو المانجو والبرتقال يعتبر أمراً جيداً للصحة العامة، يقوى الانتصاب عند الرجال.إضافة إلى أن خلطه مع باقي الفواكه يحسن طعمه من ناحية، ويرفع من قيمة العصير الغذائية من ناحية أخرى بخلاف إمكانية تناول الحرنكش طازجاً.
الحرنكش يعرف أيضاً باسم ست مستحية أو براغيت الست وهو جنس من النباتات يتبع الفصيلة القرنية ويضم حوالي 400 نوع، تنمو في المناطق الاستوائية وتحت الاستوائية. موطنها الأصلي قارة أمريكا وقليل منها في آسيا وأفريقيا وتسمى الست المستحية لأن أوراقها تنثني عند لمسها.
تشبه «حبة العنب» بغطائها الجاف والخفيف غالباً ما ينساها الكبار ولا يتذكرها إلا الصغار وهم في سن المدرسة، حيث يتناولونها على سبيل الترفيه فقط، لكن هذا قد يتغير قريباً بعد أن أثبتت دراسة علمية مصرية أخيراً أن تناول 9 جرامات يومياً من هذا النبات الصغيرة، يمكن أن يقي من ارتفاع الكوليسترول في الدم، ومن ارتفاع الضغط، بل ويمكن أن يحافظ على معدلات أنزيمات الكبد GOT وGPT في مستواهما المثالي.

## التركيب الكيميائي
هناك إمكانية صنع المربى أو حتى «الجيلي» من الحرنكش ذات اللون الأصفر والنكهة المقبولة، والتقييم الكيميائي والبيولوجي لهذه الثمار أثبت أن المستخلص العصيري يمثل 77% وهو غني بحامض الاسكورييك، بما يعادل 120 ملليجراماً في الـ100 جرام عصير، وأن السكريات الكلية وصلت إلى 26% والكاروتينويدات 12 ملليجراما في الـ100 جرام، وأن الغلاف الخارجي به 11% بكتن وقشرة الثمرة بها 21% بكتن أيضاً، بل أن الغلاف الخارجي احتوى على 10 ملليجرامات كاروتينويدات مقارنة بالقشرة 4 ملليجرامات فقط في الـ100 جرام، وأن البذور الداخلية بها 16% بروتين ومثلها ليبيدات، وأن المواد الكربوهيدراتية والألياف احتلت المركز الأول كمواد أساسية في البذور والغلاف الخارجي والقشرة للثمار، الخلاصة أنه مفيد وجيد للصحة.
كذلك ثمرة الحرنكش غنية أيضاً بمواد أثبتت التجارب أنها ذات تأثير مضاد للحساسية أو الالتهاب كونها تحتوي أيضاً على أعلى كمية كاروتين وفيتامين A وC وهي في ذلك تعادل ثمار الليمون، الأمر الذي يجعل الحرنكش يحسن من قدرات الجسم على امتصاص الحديد، مما يقي من انخفاض هيموجلوبين الدم، بخلاف الألياف الغذائية والسكريات والكربوهيدرات، والكولين مما يعطي الحرنكش مكانة عالية في السلم الصحي، لا سيما وأن زيادة استهلاكه لا تسبب أية آثار سمية، ويمكن تناوله يومياً وبأي كمية في أمان تام [بحاجة لمصدر]. وهو بهذا يعمل على مد الجسم بعناصر مهمة مثل الحديد والكالسيوم والبوتاسيوم والزنك والفوسفور والبروتين والدهون والرماد والألياف الغذائية والكربوهيدرات. لذلك عليك به ولا تقلق من أي مضاعفات جانبية حتى وإن كنت تتبع نظام حمية للتخسيس، فكل 100 جرام حرنكش تعطي 31 سعرة حرارية فقط.

## الزراعة
يشبه في زراعته زراعة نبات الطماطم ويتكاثر بالبذرة وهي شجيرة صغير الحجم تشبه تماماً شجيرة الطماطم وهي معمرة أو حولية النمو النبات في العادة صغير ارتفاعه حوالى من 1 - 3 قدم يحتاج للشمس بشكل كامل ويحتاج لجو درجة حرارته دافئ لكن ليس بحار جداً ويجب حمايته من الصقيع في الأماكن التي يحدث بها تجمد وصقيع وتنمو بسهولة حولياً وفي جميع أنواع التربة وكذلك بالأراضي الفقيرة أو في الأصص (قدور الزراعة).

## الأنواع
من أنواعه:
- كرز القدس
- حبوة المكسيك
- حبوة البيرو
- حبوة زباء